# Cole Tinkler
Cole Allen Wilson Tinkler (5 de maio de 1986) é um futebolista profissional neozelandês que atua como defensor.

## Carreira
Cole Tinkler fez parte do elenco da Seleção Neozelandesa de Futebol nas Olimpíadas de 2008.